# Chomelia brevicornu
Chomelia brevicornu är en måreväxtart som beskrevs av Henry Hurd Rusby. Chomelia brevicornu ingår i släktet Chomelia och familjen måreväxter. Inga underarter finns listade i Catalogue of Life.